# Other Side of the World
«Other Side of the World» (en español: «Otro Lado del Mundo») es un sencillo de la cantautora británica KT Tunstall, y es el tema que abre su álbum debut, Eye to the telescope. Fue lanzado el 9 de mayo de 2005 como el segundo sencillo de ese álbum y se convirtió en su primer Top 20 del Reino Unido, llegando al puesto #13 en el UK Singles Chart. Fue lanzado en los Estados Unidos y Canadá como el tercer y último sencillo del álbum. A finales de enero de 2007, este sencillo ha entrado en la lista pop de los Estados Unidos en iTunes en el #93. A principios de mayo de 2007, el video en MTV en horas de la mañana, y al final del mes que desempeñó en VH1 también.

## Recepción crítica
«Other Side of the World» recibió críticas positivas de los críticos de música. Billboard.com elogió la canción como "una interpretación acústica hermosa y relajada" y "un coro inminentemente cantable que eleva suavemente la canción a las nubes".

## Letra
La canción es acerca de las relaciones de larga distancia y los problemas que tienen y la forma en que rara vez funciona. Se basa en una historia real de dos amigos de Tunstall que estaban en pareja, pero uno vivía en Escocia, y el otro en Estados Unidos.

## Lista de canciones
- 7" REL18

1. «Other Side Of The World» - 3:34
2. «Morning Stars» - 2:57

- CD RELCD18

1. «Other Side Of The World» - 3:34
2. «Boo Hoo» - 5:09

- DVD RELDVD18

1. «Other Side Of The World» (video)
2. «Black Horse And The Cherry Tree» (video)
3. «Throw Me A Rope» (audio)

- EU CD

1. Other Side Of The World - 3:34
2. «Throw Me A Rope»
3. «Boo Hoo» - 5:09
4. «Morning Stars» - 2:57

- iTunes Single

1. «Other Side Of The World» (Radio Versión) - 3:36

- Promo CD

1. «Other Side Of The World» (Radio Versión)
2. «Other Side Of The World» (Instrumental)

## Posicionamiento en listas
| Listas (2005/2006)          | Mejor posición |
| --------------------------- | -------------- |
| Dutch Singles Chart         | 21             |
| UK Singles Chart            | 13             |
| Irish Singles Chart         | 25             |
| Italian Singles Chart       | 10             |
| U.S. Billboard Adult Top 40 | 18             |

## En la cultura popular
- La canción es parte del Soundtrack de Smallville (serie de televisión).
- En Argentina, la canción fue la música de una de las publicidades de la marca Ford para su modelo Ford Focus.
- La cantante chilena de 16 años Camila Silva interpretó "Other Side of the World" en su audición para el programa de televisión Talento chileno (versión chilena de Britain's Got Talent), obteniendo el peak de audiencia del programa, junto con la ovación del jurado y del público. Posteriormente Camila ganaría la competición. Además la canción regresó a la lista Top 100 de Chile en la ubicación número 91 producto de las ventas digitales y radios tras su presentación.